# Fáy Gusztáv
Fáji Fáy Gusztáv (Pozsony, 1824. július 5. – Pest, 1866. május 19.) földbirtokos, zeneszerző.

## Élete
Fáy András és Sziráky Zsuzsa fia; jogot végzett s a megyében kezdette pályáját; a nádor 1845-ben nevezte ki Pest megye tiszteletbeli aljegyzőjévé, már 1848-ban negyedik, még az évben harmadik és 1849-ben már második aljegyző lett. A megyei élettől csakhamar búcsút vett. Apjával 1849. október 1-jén egyezséget kötött, mely szerint az átadta neki gombai jószágát teljes haszonélvezettel és birtokjoggal. Visszavonult tehát Gombára, ahol a gazdaságnak és szenvedélyének, a zenének élt. Nem sokkal a szabadságharc után megházasodott, unokatestvérét (nagybátyjának Fáy Lászlónak a leányát), Fáy Zsuzsát vette feleségül. Gyenge testalkatú volt és gyakran betegeskedett.

## Munkái
Fiesco volt első operája (ismertető: Magyar Hirlap 1852. 684. 685. sz.; „a nemzeti szinház nem fogadta el előadásra, s ez esemény atyját is elkeserítette, ki attól kezdve nem járt a szinházba; csupán egyszer ment el, 1857. febr. 7. a jubileuma alkalmából rendezett előadásra, mikor a Régi pénzek kerültek szinre”).
Kamilla c. második operája színre került 1865. ápr. 4-én a nemzeti színházban és egy darabig műsoron is volt; Cornaro Katalin, Ciprus királynője című operájának 1. és 2. felvonását, melyet hátrahagyott, 1870. máj. 19-én adták a Nemzeti Színházban.
Észrevételei az eredeti opera bíráló bizottmány levelére, Gomba, 1852. jan. 8. (Magyar Hirlap 1852. 684. 685. sz.)